# Виндзор (Јужна Каролина)
Виндзор (енгл. Windsor) град је у америчкој савезној држави Јужна Каролина.

## Демографија
По попису из 2010. године број становника је 121, што је 6 (-4,7%) становника мање него 2000. године.
| Група             | 2000.      | 2010.      |
| Белци             | 86 (67,7%) | 90 (74,4%) |
| Афроамериканци    | 35 (27,6%) | 10 (8,3%)  |
| Азијати           | 0 (0,0%)   | 1 (0,8%)   |
| Хиспаноамериканци | 3 (2,4%)   | 17 (14,0%) |
| Укупно            | 127        | 121        |